# Gentiana carinata
Gentiana carinata là một loài thực vật có hoa trong họ Long đởm. Loài này được (D.Don) Griseb. mô tả khoa học đầu tiên năm 1838.